# Podvranić Podkraj
Podvranić Podkraj är ett samhälle i Bosnien och Hercegovina.   Det ligger i entiteten Federationen Bosnien och Hercegovina, i den södra delen av landet, 90 km sydväst om huvudstaden Sarajevo. Podvranić Podkraj ligger 340 meter över havet och antalet invånare är 152.
Terrängen runt Podvranić Podkraj är kuperad. Närmaste större samhälle är Kočerin, 3,3 km öster om Podvranić Podkraj. 
Omgivningarna runt Podvranić Podkraj är en mosaik av jordbruksmark och naturlig växtlighet. Runt Podvranić Podkraj är det ganska tätbefolkat, med 93 invånare per kvadratkilometer.